# تمرد أنصار الله الحوثيين
تمرد أنصار الله الحوثيين يشير إلى الأحداث التي شهدتها اليمن منذ بداية نزاع صعدة بين الحكومة اليمنية والحوثيون، وحتى استيلاء أنصار الله الحوثيين على السلطة وما تلاه من أحداث وتطورات.

## خلفية
عقب أحداث الحادي عشر من سبتمر 2001، لاحظ علي عبد الله صالح أن السلفية ازدادوا قوة في اليمن ربما أكثر من اللازم وهو مالم يكن مخططاً[بحاجة لمصدر] فدعم حسين بدر الدين الحوثي بداية لإعادة إحياء النشاط الزيدي في صعدة على الأقل، بالإضافة لتشجيعه لبعض هولاء السلفية ترك حزب التجمع اليمني للإصلاح. ولكن عقب الغزو الأميركي للعراق عام 2003، بدأ حسين بدر الدين الحوثي يظهر معارضته لصالح ويتهمه علنا بـ«العمالة» لأميركا وإسرائيل. وعندما توجه صالح لأداء صلاة الجمعة بأحد مساجد صعدة فوجئ بالمصلين يصرخون الشعار الحوثي:«الموت لأمريكا، الموت لإسرائيل، اللعنة على اليهود، النصر للإسلام»، فاعتُقل 600 شخص فورا وزج بهم في السجون، لإن المعارضة الحقيقية لم تكن لأميركا بقدر ماكانت ضد علي عبد الله صالح وحكومته، الخطاب المعادي لأميركا وإسرائيل في المنطقة العربية ككل ماهو إلا «شاشة دخان» للتغطية على أهداف أخرى إما لشرعنة نظام دكتاتوري أو معارضته. وقد وجد حسين تأييدا من قبل السكان لنقمهم على الحكومة بالدرجة الأولى. كان حسين يخطب في الناس عن الفقر والبؤس الذي تعاني منه صعدة، عن غياب المدارس والمستشفيات وعن وعود حكومية كثيرة لم يتم تنفيذ أي منها، المشاريع التي رعاها حسين نفسه بتأمين إمدادات المياه النظيفة وإدخال الكهرباء إلى صعدة ساعدته كثيراً ليلقى قبولا من السكان كزعيم، رغم أنه لم يكن سياسياً نشطا في صنعاء ولا شيخ قبيلة بخبرة طويلة في الانتهازية السياسية، كسائر مشايخ القبائل اليمنية. أما أهدافه الحقيقية وأهداف الحركة التي اتخذت اسمه لا تزال غير واضحة، من خلال خطبه ومحاضراته بدا حسين كأي خطيب جمعة في اليمن والمنطقة العربية، لم يشر إلى الإمامة الزيدية ولا إسقاط النظام ولا عن مشروع سياسي واضح يتجاوز «توعية الأمة عن مؤمرات اليهود». بل من غير المرجح وجود ميليشيا اتخذت أي اسم عام 2004 ولكن خطب حسين عن «عمالة الدول العربية لأميركا واليهود» لم تكن سوى هجوم على علي عبد الله صالح نفسه. لم يكن حسين بدر الدين الحوثي الشخصية اليمنية الوحيدة التي تنتقد علي عبد الله صالح مستعملة نفس المبررات والصيغ مثل العمالة لأميركا «المسيحية» في حربها على «المسلمين»، الذي جعل لحسين أهمية عند صالح كانت خلفيته كزيدي استطاع تكوين قاعدة دعم شعبية في صعدة، معقل الأئمة الزيدية تاريخياً.
أعاد الرئيس صالح دعمه السلفية وعينهم في مساجد صعدة عوضا عن أئمة المساجد أتباع حسين بدر الدين الحوثي، وسُجن عدد كبير من أتباع حسين بدر الدين الحوثي بل طال القمع أولئك المتعاطفين معه فقط. وأوقفت الحكومة المرتبات عن المدرسين المشاركين في الأنشطة التي نظمها حسين. في يونيو 2004، اعتقلت السلطات اليمنية 640 متظاهر من طلاب حسين في صنعاء ثم توجهت قوة لاعتقال حسين بدر الدين الحوثي نفسه متهمة إياه بالسعي للانقلاب على نظام الحكم الجمهوري وإعادة الإمامة الزيدية.
كان حسين قد تمكن بناء قاعدة دعم على أساس العداء لسياسة الولايات المتحدة الخارجية وهو مامكن الرئيس صالح من أن يستغل ورقة مكافحة الإرهاب لصالحه لتلقي الدعم الخارجي. وكان من السهل على علي عبد الله صالح ضرب أي شرعية ابتغاها حسين باتهامه أنه يسعى لإسقاط الجمهورية وإعلان نفسه إماماً، فبهذه الطريقة يؤلب صالح النخبة المثقفة في صنعاء ضد حسين الحوثي ويمنعهم من إبداء أي تعاطف معه. وإتهامهم بالعمل والتعاون مع إيران لتصوير حسين كوكيل للجمهورية الإسلامية أمام السعودية وكسب تأييد السلفية داخل اليمن لحروب علي عبد الله صالح. من وجهة نظر حكومة علي عبد الله صالح، فإن المشكلة لم تكن متعلقة بالشعار الحوثي بل بتخزين الحوثيين للسلاح والعمل على إسقاط الجمهورية ـ التي كان صالح ينوي توريثها لإبنه أحمد ـ، فكان لزاما على الحكومة أن تقوم بدورها لحماية الدستور والتحفظ على من يخرجون على القانون، وفقا للحكومة اليمنية خلال تلك الفترة. أما الحوثيون فلديهم رواية مغايرة، مستشهدين بأمر من علي عبد الله صالح لمحافظ صعدة حينها يحيى العمري بإطلاق طلاب لحسين سجنوا على ذمة ترديدهم للشعار الحوثي، وهو مايعني أن حسين بدر الدين الحوثي لم يخرج عن القانون وكان يمارس حقا طبيعيا مكفولا له بقوة القانون والدستور، وأن الأميركيين ضغطوا على صالح ـ وفق مزاعمهم ـ لقمعهم، قائلين أن صالح لم يتعرض للإستفزاز ولم يمتلك المبررات القانونية لشن الحرب عليهم.

## نزاع صعدة

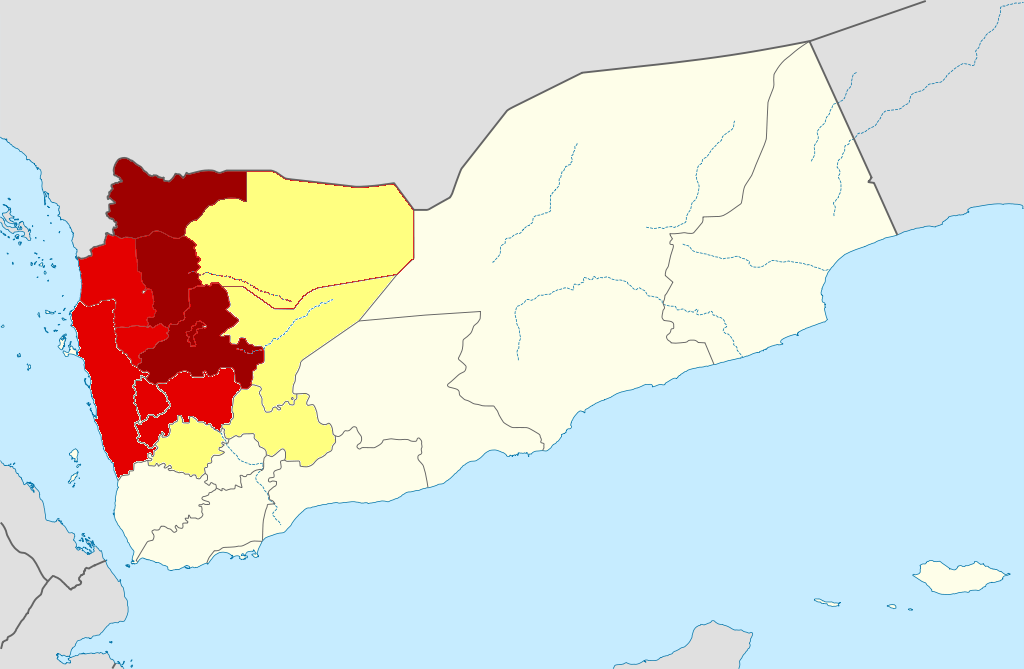
مناطق توسع الحوثيين في المحافظات اليمنيةأحمر غامق=سيطرة كاملة، أحمر=سيطرة جزئية، اصفر=تواجد ضعيف

اشتعل فتيل المعارك في الثامن عشر من يونيو 2004 م بين الجيش اليمني وأنصار حسين بدر الدين الحوثي بعد إتهام الحكومة له بإنشاء تنظيم مسلح على غرار حزب الله واستعمال المساجد لبث خطابات معادية للولايات المتحدة والتحريض على الإرهاب قتل حسين الحوثي في العاشر من سبتمبر وتولى أخوه عبد الملك قيادة الجماعة من حينها.
وقعت الحرب الثانية في مارس 2005، وأعلنت الحكومة توقف المعارك في أبريل، وفي شهر مايو، عرض الرئيس السابق علي عبد الله صالح عفوا رئاسيا على المتمردين شريطة أن يسلموا أنفسهم ويوقفوا إطلاق النار. وسلم عبد الله بن عيضة الرزامي، القيادي في الحوثيين نفسه إلى السلطات اليمنية في 23 يونيو ولكن المعارك الصغيرة استمرت حتى ديسمبر في وقت كانت حكومة صالح تشن حملات اعتقالات واسعة لمن يشتبه في مناصرتهم لحسين، وحاول الحوثيون بدورهم اغتيال محافظ صعدة ونائبه ورئيس الاستخبارات العسكرية علي السياني في صنعاء، ورفض الجنرال عبد العزيز الذهب عرضا تقدم به مشايخ قبليون من صعدة للتفاوض مع الحوثيين وإنهاء الاقتتال.
قتل خلال هذه الفترة 200 شخص في معارك بين الجيش اليمني والحوثيين وأصدرت الحكومة اليمنية بيانا يلوم فيه المتمردين على مقتل 522 مدني وجرح 2,708 آخرين وخسائر اقتصادية تقدر 270 مليون دولار.
في ديسمبر 2005 قامت قوات الجيش بقصف المنازل بحجة الاشتباه بأنها تؤوي مقاتلين حوثيين فكانت بداية الحرب الثالثة. شهدت الحرب اشتباكات قبلية بطابع ثأري بين قبائل موالية للحوثيون وقبائل موالية لعلي عبد الله صالح. وتوقف الاقتتال قبل الانتخابات الرئاسية وأطلقت الحكومة اليمنية سراح معتقل من سجونها
في 28 يناير 2007م اشتبكت عناصر من الحوثيين بالقوات اليمنية وقتلت 6 جنود وجرح خلال الغارة 20 آخرين،  اشتباك آخر خلف عشرة قتلى وعشرين جريح عند مهاجمة نقطة تفتيش قرب الحدود السعودية وردت الحكومة بقتل ثلاثة من المتمردين حسب تصريح رسمي لمسؤول عسكري،  في شهر فبراير، شنت القوات اليمنية حملة على صعدة قتل خلالها 160 من الحوثيين حسب المصادر الحكومية،  استعمل الجيش اليمني خلال الحرب الرابعة الطائرات والمدفعية الثقيلة وبقي الجيش في موقع الهجوم طيلة فترة المعارك، الحوثيون من جانبهم بقيادة يوسف المداني، تمكنوا مرات كثيرة من حصار واستدراج قوات الجيش وايقاعها في شراكهم. قاوم الحوثيون بشراسة في مناطق بني معاذ وضحيان، وانشق قبليون كانوا موالين لصالح وقاتلوا إلى جانب الحوثيين بسبب القصف العشوائي لمناطقهم.
تم الاتفاق على هدنة في 16 يونيو وقبل عبد الملك الحوثي شروطها ومنها اللجؤ السياسي إلى قطر مقابل الإفراج عن مساجين حوثيين في السجون اليمنية،  توسطت دولة قطر لإنهاء النزاع وأعلن علي عبد الله صالح توقف القتال في 17 يوليو 2007.
لم تستمر الهدنة القطرية طويلا وعادت المواجهات بين الجيش والحوثيين في 29 أبريل عندما قتل 7 جنود في كمين نصبه المتمردون،  وإنفجرت قنبلة في 2 مايو بعد صلاة الجمعة خارج مسجد بن سلمان في صعدة، قتل 15 شخصا وجرح 55 وأتهمت الحكومة الحوثيين بالوقوف وراء الحادث،  إلا أن الحوثيين نفوا تورطهم ووصفوا تفجير المسجد وعمليات اختطاف الأجانب بالمؤمرات المدبرة من السلطة. قتل نفس الليلة ثلاثة جنود وأربعة حوثيين في مناوشات بين الطرفين،  في مايو، قتل 13 جنديا و26 من المتمردين في اقتتال في صعدة، 
في الحرب الخامسة، بدا الجيش اليمني مشغولا بإنهاء القطاعات القبلية للطرقات التي كان ينفذها الحوثيون للحد من حركة الجيش وأعلن علي عبد الله صالح توقف القتال والنزاع ككل في 17 يوليو 2008. تراجع علي عبد الله صالح عن إتهام الحوثيين بتسلم دعم إيراني بنهاية عام 2008 وبدايات 2009. وأرسل لجنة برئاسة عبد القادر هلال لحصر الأضرار وبحث مطالب سكان صعدة كدليل على حسن النوايا من جانبه. لكن تم عرقلة جهود عبد القادر هلال لأنه قدم تقريراً يطالب فيه الحكومة اليمنية باتخاذ إجرائات تساعد في عملية إعادة بناء الثقة لدى أبناء المحافظة الممزقة من الحروب مثل إعادة الكهرباء وخطوط الاتصالات.
شنت القوات اليمنية حملة عسكرية عرفت باسم  عملية الأرض المحروقة  في 11 أغسطس 2009  في 12 سبتمبر، قتل أكثر من 80 مدني نازح في هجوم شنته القوات اليمنية وأنكرت الحكومة اليمنية أن القتلى مدنيين وقالت أنه كان مخيما للحوثيين وخط إمدادات  شن الحوثيون هجوما على نقاط حدودية وقتلوا جنديان سعوديان وجرحوا 11 آخرين في نوفمبر وسيطروا على جبل الدخان على خلفية إتهامات للسعودية بدعم الجيش اليمني  كان الموقف الحوثي أن الحكومة السعودية تسمح للجيش اليمني باستعمال مواقع سعودية لشن هجماته خاصة أن معاقل الحوثيين قريبة من الحدود السعودية  على صعيد آخر أعلن مسؤول يمني عن ضبط قارب محمل بمضادات للدبابات عليها 5 إيرانيين لمساعدة الحوثي وزعم علي عبد الله صالح أن عددا من المعتقلين المحسوبين على جماعة الحوثي قد اعترفوا بالدور الإيراني في الحرب  أنكر عدد من المسؤولين الإيرانيين الإتهامات وأقروا بوجود السفينة لكن دون الأسلحة ووصفوا إتهامات الحكومة اليمنية «بالتضليل الإعلامي»  في 5 نوفمبر شنت القوات السعودية هجوما جويا على الحوثيين وأعلنت بعد ثلاثة أيام أنهم استعادوا السيطرة على جبل الدخان  في اليوم نفسه، أعلن الحوثيون عن أسر جنود سعوديين  وقتل ضابطان في الجيش اليمني هما علي سالم العمري وأحمد باوزير في كمين نصبه الحوثيون عند عودة الضباط من السعودية  في نوفمبر، صرح مسؤول يمني أن القوات اليمنية قتلت كل عباس عيضة وأبو حيدر وعلي القطواني  في نشر الموقع التابع للمتمردين عن هجمات أمريكية خلفت 120 قتيل و44 جريح حسب المصدر  وصرح باراك أوباما أن الهجمات كانت ضد عناصر من القاعدة وأن الطائرات الأمريكية قصفت موقعين لتنظيم القاعدة واحد في شمالي صنعاء والآخر قال عنه مسؤول أمريكي:«أن هجوما وشيكا ضد المصالح الأمريكية كان يخطط له»  وفي ديسمبر صرح قيادي حوثي أن هجوما أمريكيا آخر خلف 63 مدنيا  وفي 22 ديسمبر قال الحوثيون أن قوات سعودية شنت هجوما على منطقة النضير وقتل 54 مدني  وصرح في نفس اليوم قيادي من الحوثيين أن المقاتلين صدوا هجوما سعوديا على صعدة وقتلت عددا لم يحدده من الجنود السعوديين  ولم يتسنى التأكد من مزاعم الأطراف لغياب مصادر محايدة والتعتيم الإعلامي الذي رافق الحرب باستثناء وسائل إعلام حكومية أو مملوكة للسعودية  ومصادر متعاطفة مع الحوثيين  في نهاية العام، صرح مسؤول يمني أن عدد القتلى من الجيش اليمني منذ بداية الاقتتال في أغسطس بلغ 119  وصرحت الحكومة السعودية عن مقتل 73 جندي واختفاء 26 آخرين (تعتقد الحكومة السعودية أن 12 منهم مقتولين)  وارتفع العدد إلى 133 قتيل في يناير 2010 
في 25 يناير 2010، أعلن الحوثي استعداده من 46 موقع محتل داخل الأراضي السعودية شريطة ألا تتدخل السعودية في حربه مع الجيش اليمني  نفى مسؤول سعودي بعد 48 ساعة من تصريح عبد الملك الحوثي أن يكون للحوثيون خيار في الانسحاب وقالوا أنهم أخرجوهم من الحدود وانتصروا في المعارك وقال المسؤول في 26 يناير أن الحوثيون أعلنوا توقف إطلاق النار من جانبهم ولم يطلقوا النار ونحن لم نتدخل وانتهى الاقتتال رسميا حينها 
استمرت المعارك بين الحوثيين والجيش اليمني بشكل متقطع إلى أن توقفت في 12 فبراير إنسحب الحوثيون من شمالي صعدة في الخامس والعشرين من فبراير 

## الاحتجاجات الشعبية
أعلن الحوثيون تأييدهم لثورة الشباب اليمنية، وإتخذوا لأنفسهم اسما جديداً وهو «أنصار الله». فر محافظ صعدة طه هاجر إلى صنعاء وعين الحوثيون فارس مناع محافظا بدلا عنه في مارس 2011. وأقاموا علاقات مع عدد من الناشطين المناهضين للنظام الحاكم واستفادوا من فراغ السلطة فوسعوا من قاعدتهم الشعبية ووضعوا برنامجاً سياسياً وطالبوا بمكان لهم في صناعة القرار القومي. معارضتهم المبدئية للمبادرة الخليجية ومناهضتهم لرموز نظام علي عبد الله صالح التي أعلنت تأييدها للاحتجاجات، وموقفهم المحافظ اتجاه التدخلات الخارجية في شؤون اليمن، كلها عوامل زادت من شعبيتهم بين أطياف عديدة من المجتمع اليمني، وساهم في ظهور «تحالفات» مع الليبراليين وناشطي المجتمع المدني من الشباب. تمكن الحوثيون من حشد عشرات الآلاف في مظاهرات في صعدة وعمران ومحافظة الجوف ومحافظة ذمار واستعادوا تواجدهم في صنعاء القديمة، حيث أصبح من السهل مشاهدة أئمة المساجد ورجال الدين في المدينة القديمة يظهرون دعمهم للحوثيين. سبب آخر لزيادة شعبية الحوثيين هو أن بعض الدوائر تراهم أقل فسادا بكثير من أعدائهم التقليديين في حزب التجمع اليمني للإصلاح. ذلك قبل اقتحامهم صنعاء في 21 سبتمبر 2014.

### حصار دماج
في عام 2011، أغلق الحوثيون المعابر المؤدية لدماج. يتهمهم أعدائهم بأنهم يحاولون تطهير صعدة من السنة ولكن الحوثيون ينفون هذا الإتهام ويقولون أنهم لا يحاصرون مدرسة دار الحديث ولكنهم يتحققون من دخول الأسلحة والعناصر الأجنبية إلى المدرسة. وتجددت الاشتباكات في أكتوبر 2013، قام الرئيس عبد ربه منصور هادي بارسال عبد القادر هلال عام 2014 وتم توقيع اتفاق لوقف اطلاق النار سرعان ماتم خرقه وكلا الطرفين يتهم الطرف الآخر بخرق شروط الهدنة، توقفت المعارك في دماج بعد قرار رئاسي يقضي بخروجهم إلى محافظة الحديدة،  وجُمعت 830 جثة حصيلة المواجهات مع الحوثيين.

### المشاركة في الحوار الوطني
شارك الحوثيين في الحوار الوطني، وحولت الحكومة اليمنية رفات حسين بدر الدين الحوثي لأسرته، وذلك بعد تسع سنوات من مقتله، ودفن في شمال اليمن في يونيو 2013، بحضور ممثل عن الرئيس هادي. وتم اغتيال عبد الكريم جدبان وأحمد شرف الدين خلال سير جلسات مؤتمر الحوار الوطني الشامل، وهما من السياسيين المقربين من الحوثيين. وتعرض إسماعيل إبراهيم الوزير، رئيس مجلس شورى حزب الحق، لمحاولة اغتيال في 8 أبريل 2014.

### المعارك مع حزب الإصلاح
دارت اشتباكات بين مسلحي الطرفين في محافظة الجوف عام 2011. برزت الخلافات بشكل أوضح عام 2012 واشتدت مع اقتراب موعد انتهاء مؤتمر الحوار الوطني،
جذور النزاع الأخير الذي يسمى أحيانا بالـ«حرب السابعة» تعود إلى محافظة عمران، إذ كان الحوثيون من العام 2010 يوسعون قاعدتهم الشعبية في المحافظة. حيث أن محافظة عمران مسقط رأس بيت الأحمر، وتتمركز فيها قبائل حاشد بكثره. فتح حسين الأحمر جبهات قتال ضد الحوثيين في كتاف وأرحب وحجة والجوف واستمرت الأخبار عن المعارك بانتظام ينذر بالخطر حتى فبراير 2014، عندما لاحق الحوثيون حسين الأحمر إلى معقل عائلته في منطقة «خمر» بمحافظة عمران. وفجروا قصر عبد الله بن حسين الأحمر فانسحب مقاتلي الأحمر إلى صنعاء.
في فبراير 2014 استخدمت الأسلحة الثقيلة في منطقة حوث بمحافظة عمران شمالي اليمن في حرب الحوثيين من القبائل، وسيطر الحوثيون على مدينتي حوث والخمري بمحافظة عمران -أحد أهم معاقل قبائل حاشد- في 3 فبراير 2014 بعد معارك عنيفة سقط فيها العشرات من القتلى والجرحى، ونزحت آلاف الأسر من المنطقة. وقاد أمين العاصمة صنعاء عبد القادر هلال لجنة وساطة رئاسية لإيقاف المواجهات بين الحوثيين والقبائل. ورعت لجنة هلال اتفاقاً بين الحوثيين وقبائل حاشد بغياب آل الأحمر.
وخرق الحوثيين الهدنة في 5 فبراير بعد يوم من توقيعها وأقتحموا مؤسسات حكومية في مدينة حوث، وأندلعت مواجهات بين الحوثيين والقبائل، وهدد الرئيس عبد ربه منصور هادي الحوثيين بالتدخل بعد خرقهم الهدنة.
وبعد يومين في 7 فبراير سيطر الحوثيون على جبل السودة بأرحب، وتجدد القتال بين الحوثيين وآل الأحمر قرب العاصمة صنعاء، وأعلنت لجنة الوساطة الرئاسية التوصل لاتفاق بين الحوثيين والقبائل في أرحب، وتسلم الجيش مواقع تابعة لقبائل أرحب.
استمرت الاشتباكات في محافظة عمران ومحافظة صنعاء ومحافظة الجوف طيلة شهور مارس وأبريل ومايو ويونيو قُتلت أعداد كبيرة من الطرفين ونزح مايقرب من ستين ألف مواطن منذ تصاعد النزاع في أكتوبر 2013. ولا توفر التغطية الإعلامية مصادر طبية لأعداد القتلى والجرحى بصورة دقيقة ويُقدر عدد القتلى بمئتي قتيل على الأقل خلال النصف الأول من عام 2014. في 5 يوليو قصفت القوات الجوية اليمنية مواقع للمقاتلين الحوثيين في بلدة الصفراء في محافظة الجوف، شمال العاصمة صنعاء، التي كان قد سيطر عليها الحوثيين منذ اندلاع ثورة الشباب اليمنية عام 2011،  والقت الحكومة اللوم على الحوثيين وقالت ان القصف بسبب تقاعس المقاتلين الحوثيين عن ترك مواقعهم في المنطقة امتثالاً لشروط الهدنة التي أبرمت في 23 يونيو 2014، لكن الحوثيين، ألقوا باللوم على وحدات عسكرية مرتبطة بحزب الإصلاح في خرق الهدنة يوم الجمعة 4 يوليو. وقالت مصادر قبلية في محافظة الجوف التي يسيطر المقاتلون الحوثيون على جزء منها إن ما لا يقل عن 18 شخصاً، هم عشرة حوثيين وخمسة من أفراد القبائل وثلاثة جنود، قتلوا في اشتباكات وقعت الجمعة 4 يوليو.
في مطلع يوليو 2014 شن المسلحين الحوثيين هجوماً واسعاً على مدينة عمران التي يحاصرونها منذ شهرين وعلى مقر اللواء 310 مدرع  وتركزت المعارك في محيط مدينة عمران، وامتدت إلى أحياء سكنية، خاض خلالها الطرفان حرب شوارع، بعد تسلل الحوثيين إليها وقاموا بتفجير عدد من منازل تتبع شخصيات حزب إصلاحية مساندة للجيش، وأعلنت لجنة معينة من الرئيس عبد ربه منصور هادي، اتفاق هدنة في 23 يونيو، بعد جهود وساطة قادها المبعوث الأممي لليمن جمال بنعمر، لكن سرعان ما انهار الاتفاق، وحمل كل طرف الآخر المسؤولية. وفي 5 و6 يوليو شهدت عمران اشتباكات واسعة بلغت حصليتها أكثر من تسعين قتيلا من الأطراف المتحاربة. وأنتهت الاشتباكات في محافظة عمران بانتصار الحوثيين في 8 يوليو، بعد اقتحام معسكر اللواء 310 ومقتل قائده العميد حميد القشيبي، 
انتصر الحوثيون في عمران ومديرية همدان وبني مطر ومديرية أرحب ولكنها انتصارات هشة وتعتمد على التحالفات المؤقتة لا الولاء لعبد الملك الحوثي كما هو الحال في صعدة، وعقب كل إتفاق ترعاه وزارة الدفاع لوقف اطلاق النار يُحَّضر الطرفان لتجدد الاشتباكات.
المبعوث الأممي جمال بنعمر تحدث في تقريره إلى مجلس أمن الأمم المتحدة في 20 يونيو 2014 عن ضرورة وقف إطلاق النار بين الحوثيين ومن سماهم بـ«مجموعات مسلحة أخرى» وأشار إلى أحد مخرجات «قضية صعدة» الداعية إلى «نزع واستعادة الأسلحة الثقيلة والمتوسطة من كافة الأطراف والجماعات والأحزاب والأفراد التي نهبت أو تم الاستيلاء عليها وهي ملك للدولة على المستوى الوطني وفي وقت زمني محدد وموحد»، وأضاف أن تنظيم القاعدة في جزيرة العرب لا يزال يشكل تهديدا خطيراً وحقيقياً. وقد توقفت عمليات الجيش ضد عناصر تنظيم القاعدة في جزيرة العرب بسبب الاشتباكات في محافظة عمران بعد أقل من شهر من إعلان الحكومة «حربا شاملة» عليه وإعلانها لعدة انتصارات ميدانية على التنظيم.
دارت اشتباكات مسلحة في محافظة الجوف المجاورة بين الحوثيين وميليشيات حزب التجمع اليمني للإصلاح وأرسلت وزارة الدفاع لجنة لإيقاف إطلاق النار في 19 يوليو 2014 وأعلنت عن إتفاق بين الأطراف المسلحة في 2 أغسطس 2014. وتوقفت معارك الجوف نهائياً بعد حصار الحوثيين لمنزل «الحسن أبكر» ومقتل نجليه في المعارك في 15 سبتمبر 2014.

### السيطرة على صنعاء
دعى عبدالملك الحوثي لإحتجاجات ضد قرارٍ للحكومة اليمنية يقضي برفع الدعم عن المشتقات النفطية، وتحولت إلى اشتباكات بين الحوثيين، وقوات مرتبطة بعلي عبد الله صالح، وميليشيات حزب التجمع اليمني للإصلاح وعلي محسن الأحمر. في 17 سبتمبر، إندلعت مواجهات مسلحة في مديرية همدان شمال صنعاء بين حوثيين ومسلحين قببليون محليون أسفرت عن مقتل 32 شخصاً، ونصب الحوثيون كميناً لتعزيزات كانت في طريقها إلى مديرية همدان. فأمتدت الاشتباكات إلى منطقة شملان في المدخل الشمالي الغربي للعاصمة صنعاء، وقتل فيها العقيد الركن صادق مكرم قائد لواء الدفاع الجوي في المنطقة العسكرية السادسة. وفي 18 سبتمبر اشتبك المسلحين الحوثيين مع قوات أمنية في حي شملان شمال صنعاء وشارع الثلاثين، وحاصروا جامعة الإيمان التي يديرها عبد المجيد الزنداني.
في 21 سبتمبر 2014، سيطر الحوثيون على صنعاء بعد شهر من الاحتجاجات وأربعة أيام من القتال مع قوات عسكرية موالية لعلي محسن الأحمر. واقتحم الحوثيون مقر الفرقة الأولى مدرع التي يقودها علي محسن الأحمر وجامعة الإيمان، وسيطروا على مؤسسات أمنية ومعسكرات ووزارات حكومية دون مقاومة من الأمن والجيش وأعلن منتسبو التوجية المعنوي بوزارة الدفاع تأييدهم لـ«ثورة الشعب». الألوية العسكرية التي اشتبكت مع الحوثيين في سبتمبر 2014 كانت مرتبطة بعلي محسن الأحمر.
وجرى بعدها التوقيع على اتفاق السلم والشراكة الوطنية الذي قضى بتشكيل حكومة جديدة بقيادة خالد بحاح خلفاً لما سُمي بحكومة الوفاق الوطني، وبتعيين مستشارين من الحوثيين والحراك الجنوبي لرئيس الجمهورية،  وهرب علي محسن الأحمر إلى السعودية، وحميد الأحمر وتوكل كرمان وآخرين إلى تركيا.
أعقب ذلك تمدد الحوثيين في محافظة إب والحديدة والبيضاء، وعمليات اقتحام لوزارات ومؤسسات حكومية تستهدف إزالة أعضاء حزب التجمع اليمني للإصلاح بذريعة مكافحة الفساد في اليمن، ومكافحة الفساد لديهم تعني إزالة الموالين لعلي محسن الأحمر وحزب التجمع اليمني للإصلاح الذين عينوا في مناصبهم بطريقة مشابهة واستبدالهم، بموالين لهم أو أعضاء من حزب المؤتمر الشعبي العام بقيادة علي عبد الله صالح.
سرعان ما تغيرت لهجتهم اتجاه الرئيس عبد ربه منصور هادي واتهمه عبد الملك الحوثي في أكثر من خطاب بحماية الفساد ودعم الإرهاب،  لم يقدم الحوثي دلائل تدعم اتهاماته، في 15 يناير 2015، قدم صالح الصماد، مستشار الرئيس عبد ربه منصور هادي عن الحوثيين، استقالته وعدم تدخله بأي إشكال متعلق بـ«فرض الشراكة». وانسحب ممثلي الجماعة وحزب المؤتمر الشعبي العام عن جلسة تسليم مسودة الدستور. مشيرين إلى ماوصفوه بالـ«تجاوزات» في جلسات مناقشة المسودة.
في صباح 17 يناير 2015، قام مسلحون بايقاف أحمد بن مبارك وهو في طريقه إلى احتفال رسمي بتسليم مسودة دستور اليمن الجديد إلى «الهيئة الوطنية للرقابة على تنفيذ مخرجات مؤتمر الحوار الوطني». تبنى أنصار الله عملية الاختطاف أو «التوقيف» كما يسمونها لاحقا عصر ذلك اليوم. بررت الجماعة «التوقيف» بمنع الانقلاب على اتفاق السلم والشراكة الوطنية وتمرير مسودة دستور اليمن الجديد وقسم شكل الدولة دون موافقتهم.

## الانقلاب

### معركة صنعاء 2015
دارت اشتباكات مسلحة بين ميليشيات أنصار الله وقوات الحرس الرئاسي في العاصمة اليمنية صنعاء بعد يومين من اختطاف أحمد عوض بن مبارك وتهديد الجماعة بـ«سلسلة إجراءات خاصة». اندلعت الاشتباكات صباح يوم الاثنين 19 يناير 2014، في محيط دار الرئاسة وجوار مبنى الأمن السياسي واستخدمت الأسلحة الثقيلة والمتوسطة خلال القصف المتبادل. وقالت سفيرة المملكة المتحدة جين ماريوت أنها تعمل للوصول إلى اتفاق لايقاف اطلاق النار والعودة إلى المفاوضات. وفي ظهيرة يوم 19 يناير، وصل ممثلي الحوثيين ورئيس الوزراء خالد بحاح إلى مقر الرئاسة لبحث وقف إطلاق النار، إلا أن أحد أعضاء أنصار الله البارزين قال أن المباحثات غير مثمرة. وأُطلق الرصاص على سيارة رئيس الوزراء خالد بحاح بعد خروجه من دار الرئاسة.
استمرت الاشتباكات إلى العصر من نفس اليوم، وسيطر الحوثيين على إحدى التباب المطلة على دار الرئاسة، وشكلت لجنة مكونة من وزيري الدفاع والداخلية وعنصرين من المكتب السياسي لأنصار الله لوقف اطلاق النار. وحاصر الحوثيون مسائاً القصر الجمهوري الذي يقيم فيه رئيس الوزراء، وفي 20 يناير وبعد اشتباك لفترة قصيرة مع قوات الجيش سيطر الحوثيين على مجمع دار الرئاسة بصنعاء الذي يشمل عدة معسكرات للجيش، ووصف قائد قوات الحماية الرئاسية العميد صالح الجعيملاني بأن ما يجري «محاولة انقلاب»،  وبرر علي القحوم، وهو عضو بالمكتب السياسي لأنصار الله، سيطرتهم على دار الرئاسة الذي يضم معسكرات للجيش، لمنع نهبها من قبل بعض الضباط.
في مساء 20 يناير 2015، ألقى عبد الملك الحوثي خطاباً طالب فيه بأربعة نقاط تتعلق بمسودة الدستور وتنفيذ الشراكة ومعالجة الاوضاع في محافظة مأرب. استجاب الرئيس لمطالب عبد الملك الحوثي، وتم الإتفاق مع الحوثيين مقابل ذلك أن يطلق سراح مدير مكتب الرئيس المعتقل فور توقيع الإتفاق، وأن ينسحب الحوثيين من المناطق التي سيطروا عليها خلال الاشتباكات الأخيرة أهمها المواقع المطلة على منزل «رئيس الجمهورية» ومن دار الرئاسة والقصر الجمهوري الذي يسكن فيه رئيس الوزراء، ومن معسكر الصواريخ. لم يلتزم الحوثيين بالإتفاق الأخير ولم ينسحب الحوثيين من دار الرئاسة أو يطلقوا سراح «بن مبارك» حينها، وحسب مستشار الرئيس هادي، طلب الحوثيين تعيين العشرات من أنصارهم في مناصب قيادية وعسكرية أهمها تعيين نائباً للرئيس.

### استقالة الرئيس والحكومة
قدم خالد بحاح استقالة حكومته في 22 يناير 2015، وقال في بيان استقالة الحكومة انها جائت «حتى لا تكون الحكومة طرفاً في ما يحدث وفيما سيحدث»، وبعد ذلك قدم الرئيس عبد ربه منصور هادي استقالته إلى مجلس النواب اليمني.

### الإعلان الدستوري للحوثيين
أصدر الحوثيون ما أسموه بالـ«إعلان الدستوري» في 6 فبراير والقاضي بتشكيل مجلس وطني من 551 عضواً، ومجلس رئاسي من خمسة أعضاء بقيادة محمد علي الحوثي. وهو ما رُفض محلياً ودولياً وأعلن جمال بنعمر عن إستئناف المفاوضات لحل أزمة فراغ السلطة في 9 فبراير 2015. لم يبت مجلس النواب في استقالة عبد ربه منصور هادي وغادر إلى عدن في 21 فبراير معلناً عن نفسه رئيساً من جديد في بيانٍ نُسب إليه.

## الأحداث بعد انقلاب 2014
- لمتابعة الأحداث بعد الانقلاب:
  - انقلاب اليمن 2014.
  - ما بعد انقلاب 2014 في اليمن.